# District de Hassan
Le district de Hassan (hindi : हासन जिला) est un district  de l'état du Karnataka, en Inde.

## Géographie
Au recensement de 2011, sa population est de 1 776 421 habitants pour une superficie de 6 814 km2.
Son chef-lieu est la ville de Hassan.

## Liste des Tehsil
Il est divisé en huit Tehsil :
- Alur
- Arkalgud
- Arsikere
- Belur
- Channarayapatna
- Hassan
- Hole Narsipur
- Sakleshpur